# Barbus fritschii
Barbus fritschii е вид лъчеперка от семейство Шаранови (Cyprinidae). Видът не е застрашен от изчезване.

## Разпространение и местообитание
Разпространен е в Мароко.
Обитава сладководни басейни и реки.

## Описание
На дължина достигат до 18 cm.